# مانوئلی وانک
مانوئلی وانک (ارمنی: Մանվելի վանք؛ انگلیسی: Manveli Vank) یا مانوئلی آناپات (ارمنی: Մանվելի անապատ) یک صومعه متعلق به کلیسای حواری ارمنی واقع در  استان کوتایک ارمنستان می‌باشد. ساخت و ساز این ساختمان در سال ۱۵ میلادی؛ به پایان رسید. این بنا به سبک معماری ارمنی طراحی شده است. بر اساس یک نسخه خطی، در سال ۱۴۲۹ میلادی، مراسم عبادت در این مکان اجرا شده است.